# AIM: Artificial Intelligence Machines
Pour les articles homonymes, voir AIM.
AIM: Artificial Intelligence Machines (couramment abrégé AIM) est un jeu vidéo développé par SkyRiver Studios, sorti en 2004 en France sur PC.
Le jeu emprunte un concept inédit en mêlant séquences de gestion et d'action/shoot.

## Critiques
Le jeu a reçu un accueil mitigé de la part de la presse spécialisée.
- Jeuxvideo.com : 11/20[1]
- Gamekult : 4/10[2].